# Государственная граница Боснии и Герцеговины
Государственная граница Боснии и Герцеговины — вертикальная поверхность, проходящая по пограничной линии, которая разграничивает территорию Боснии и Герцеговины от территории соседних государств на суше, море, реках и озёрах и установлена в соответствии с международным договором. Современные границы были установлены в период с 1399 по 1945 годы.

## Границы
| Граница Боснии и Герцеговины | Граница Боснии и Герцеговины |
| Страна                       | Протяженность, км            |
| ---------------------------- | ---------------------------- |
| Хорватия                     | 936                          |
| Сербия                       | 350                          |
| Черногория                   | 244                          |

Общая протяжённость государственной границы страны составляет 1551 км, в том числе 905 км сухопутного участка, 625 км по рекам (Сава, Дрина и Уна) и 21 км по морю. Договор о границе заключён с Черногорией. Босния и Герцеговина имеет 83 пограничных пункта пропуска (2015 год), в том числе 50 пунктов на границе с Хорватией, 16 на границе с Сербией, 10 на границе с Черногорией, а также пункты пропуска в четырёх международных аэропортах и трёх речных портах.
Сухопутная граница с Хорватией по длине сопоставима с границей по рекам Сава и Уна. Граница с Сербией проходит преимущественно по реке Дрине. Граница с Черногорией в основном сухопутна.

## История установления современных границ

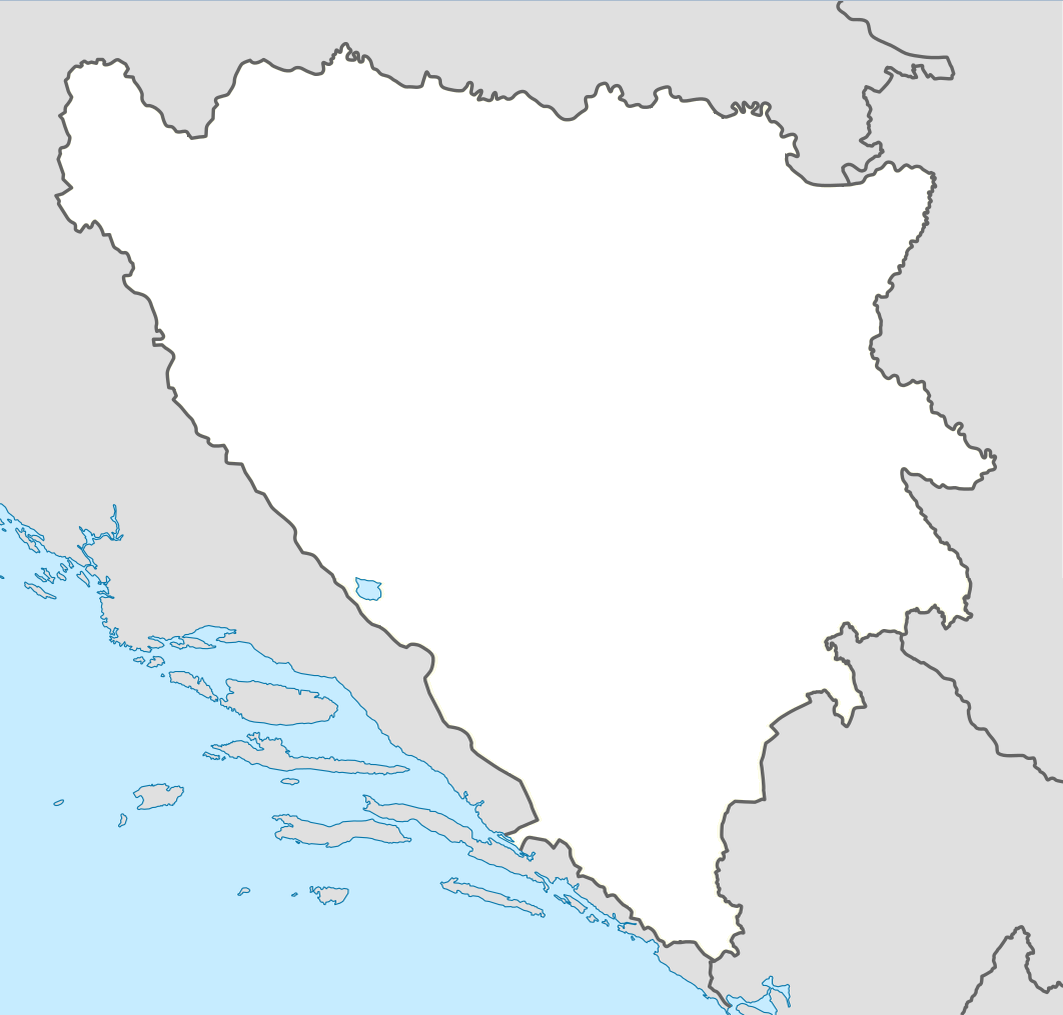
Даты установления границ

Современные границы Боснии и Герцеговины в основном были установлены во времена существования Османской империи. Граница с Хорватией была установлена в основном в XVIII—XIX веках между Османской империей, с одной стороны, и Австрийской империей и Венецианской республикой, с другой. Северный участок границы по рекам Саве и Уне была закреплена Карловицким договором 1699 года между Османской и Австрийской империями. Незначительные изменения этой границы были утверждены договором 1791 года. Граница просуществовала на протяжении всего XIX века, была воссоздана при создании республики Босния и Герцеговина в составе Югославии в 1945 году с незначительными изменениями в районе города Бихач. Западный участок границы по Динарским горам в районе Далмации был закреплён Карловицким (1699) и Пожаревацким (1718) договорами между Османской империей с Венецией. Карловицкий договор, в частности, установил и границу в районе города Неума на побережье Адриатического моря. Эта граница, за исключением Суторины, представлявшей собой второй выход Боснии и Герцеговины к морю, была воссоздана в 1945 году. Граница с Сербией была установлена в XIX веке, южный участок этой границы претерпел изменения в результате Балканских войн 1912—1913 годов в связи с потерей Боснией Новопазарского Санджака. Граница с Черногорией в основном была установлена на Берлинском конгрессе 1878 года, северный участок претерпел изменения в результате Балканских войн.